# Darrell Green
Darrell Green (1993) is een Amerikaanse jazzdrummer van de postbop.

## Biografie
Green, wiens vader bassist was, begon als kind te drummen. Op 7-jarige leeftijd verscheen hij voor het eerst in de parochie van zijn familie. Tijdens zijn schooldagen in Oakland speelde hij in verschillende bands. Hij ging naar de universiteit aan het California Institute of the Arts, waar hij jazzstudies en Afrikaanse percussie studeerde. In de San Francisco Bay Area werkte hij vervolgens als muzikant in verschillende genres, bij voorkeur in de jazz. In 2001 begon hij te toeren met Lavay Smith en haar Red Hot Skillet Lickers en richtte hij ook een trio op met gitarist Julian Lage en bassist David Ewell. Twee jaar later trad Green toe tot het kwintet van Dave Ellis en trad hij op tijdens het Monterey Jazz Festival.
In 2005 ontving Green een beurs aan de Manhattan School of Music en verhuisde hij naar New York, waar hij ook samenwerkte met David Was, de saxofonisten J.D. Allen III, Sherman Irby en het kwartet van Myron Waldon & Daron Barrett. Hij toerde ook met James Hurt, James Zollar, Jesse Davis, Stacy Dillard, Pharoah Sanders, Dr. Lonnie Smith, Sherman Irby, Steve Turre, Faye Carol en Jeremy Pelt. Hij speelde ook met Red Holloway, Plas Johnson, Marlena Shaw, Stefon Harris en Jay McShann. Bovendien werkt hij met zijn eigen formaties, o.a. met Camille Thurman. Op het gebied van jazz was hij tussen 2000 en 2014 betrokken bij 17 opnamesessies. Hij leidt momenteel (2019) een kwintet met Wallace Roney jr. (trompet), Jordan Young (altsaxofoon), Elijah Easton (tenorsaxofoon) en Tom DiCarlo (bas).